# Вулиця Холмська (Львів)
Холмська вулиця — вулиця у Шевченківському районі міста Львова, у місцевості Клепарів. Пролягає від вулиці Дивізійної на захід, до гаражів, завершується глухим кутом.
Прилучаються вулиця Дивізійна (вдруге) і проїзд до вулиці Романа Купчинського.

## Історія
Вулиця утворилася у 1950 році під назвою Холмова, шляхом злиття двох вулиць — Єнджейовського та Вояківки. Перша з них виникла на початку XX століття, не пізніше 1931 року отримала офіційну назву Єнджейовського (під час німецької окупації Львова, з 1943 року по липень 1944 року — Єнджейоверґассє). Друга частина вулиці не пізніше 1943 року отримала назву Вояківка. У 1993 році офіційну назву уточнили на Холмську.
Вулиця Холмська забудована одноповерховими будинками 1930-х років у стилі конструктивізму та сучасними приватними садибами, є один одноповерховий будинок 1950-х років.
У 1920-х—1950-х роках існувала вулиця Холмська на Новому Львові, зникла внаслідок перепланування та забудови місцевості.